# Gubernia orłowska
Gubernia orłowska (ros. Орловская губерния) – jednostka administracyjna Imperium Rosyjskiego i RFSRR w centralnej Rosji europejskiej, utworzona ukazem Katarzyny II 28 lutego?/11 marca 1778 jako namiestnictwo orłowskie, od 1796 gubernia. Stolicą guberni był Orzeł. Zlikwidowana w 1928.
Gubernia była położona w centrum europejskiej części Imperium Rosyjskiego, pomiędzy 52° a 53° szerokości geograficznej północnej i 33°30' a 39°30'  długości geograficznej wschodniej.  Graniczyła od północy z gubernią kałuską i gubernią tulską, na północnym wschodzie z gubernią tambowską, na wschodzie z gubernią woroneską, na południu z gubernią kurską,  na zachodzie z gubernią smoleńską i  czernihowską.
Powierzchnia guberni wynosiła w 1897 - 46 725 km², ludność, według spisu powszechnego z 1897 - 2 033 798 osób, z czego Rosjan (99,0%).
W początkach XX wieku była podzielona na 12 ujezdów: bołchowski, briański, dmitrowski, jelecki, karaczewski, kromski, liwneński, małoarchangielski, mceński, orłowski, siewski i trubecki.
Gubernia została w 1928 decyzją WCIK ZSRR wcielona w skład Centralnego Obwodu Czarnoziemnego RFSRR. Od 1937 na terytorium guberni istnieje obwód orłowski RFSRR, a obecnie Federacji Rosyjskiej. Obwód obejmuje 24 700 km², a więc połowę terytorium guberni orłowskiej.